# Manuel Turizo
Manuel Turizo Zapata (Montería, Córdoba, 12 de abril de 2000) é um cantor colombiano de reggaeton e pop latino. Popularmente conhecido por suas músicas Esperándote, Culpables e Una Lady Como Tú. Esta última lhe garantiu ampla popularidade na América Latina, com 1,3 bilhões de visualizações no YouTubee o sucesso é o maior sucesso da carreira do colombiano.

## Biografia
Começou a receber aulas de canto em sua cidade natal em Montería, na Colômbia. Com a ajuda de seu irmão mais velho, Julián Turizo Zapata, teve as suas primeiras aproximações da produção musical. Os seus principais apoiadores na sua incursão no mundo artístico foram os seus pais: Carlos Santiago Turizo e a Diana Marcela Zapata.
Em 6 de dezembro de 2016, estreou uma de suas primeiras músicas, Baila Conmigo, que gerou grandes expectativas ao cantor. Logo lançou Vámonos, com um estilo mais focado em uma melodia suave.
Seu primeiro single de carater promocional levou o título de "Una Lady Como Tú", no qual alcançou grande popularidade com o público da música urbana ganhando bilhões de visualizações no YouTube.
Em 20 de abril de 2017, publicou um vídeo através de suas redes sociais no qual ele anuncia o remix da música "Una Lady Como Tú - Remix", junto com o reconhecido cantor estadunidense Nicky Jam. Ambos pertencem a gravadora colombiana La Industria Inc.
Em 2019, lançou o seu primeiro álbum de estúdio: "ADN". Também em 2019, o cantor participou como vocalista convidado da música de reggaeton, pop latino e dance pop que leva o título "Pegao" da banda CNCO, incluída no extended play intitulado Que Quiénes Somos (de 2019) do grupo.
No início de abril de 2021, lançou o seu segundo álbum de estúdio, que leva o título de "Dopamina".

## Discografia

### Músicas
- Vámonos
- Baila Conmigo
- Una Lady Como Tú
- Esperándote
- Sola
- Culpables
- Una Vez Más
- Esclavo de Tus Besos
- Nada Ha Cambiado

### Colaborações
- Bésame (com Valentino)
- Déjala Que Vuelva (com Piso 21)
- Déjate Llevar (com Juan Magán, Belinda, Snova e B-Case)
- Vaina Loca (com Ozuna)
- Dile La Verdad (com Jowell & Randy)
- Cúrame (com Prince Royce)
- Aleluya (com Reik)
- Esclavo De Tus Besos (com Ozuna)
- Desconocidos (com Camilo, Mau y Ricky)
- En Cero (com Yandel e Sebastián Yatra)
- No Te Hagas La Loca (com Noriel)
- Pa Olvidarte (com Chocquibtown, Zion & Lennox e Farruko)
- Déjalo (com Nacho)
- Pegao (de CNCO)
- Despacio (com Natti Natasha, Nicky Jam e Myke Towers)

## Prêmios e indicações
| Ano  | Prêmio                       | Categoria                      | Destinatário      | Resultado |
| ---- | ---------------------------- | ------------------------------ | ----------------- | --------- |
| 2017 | Kids' Choice Awards Colombia | Favorite Song                  | Una Lady Como Tú  | Indicado  |
| 2018 | MTV Millennial Awards        | Hit of the Year                | Déjala Que Vuelva | Indicado  |
| 2018 | MTV Millennial Awards        | Urban Explosion                | Ele mesmo         | Indicado  |
| 2018 | MTV Millennial Awards        | Instagramer Level God Colombia | Ele mesmo         | Indicado  |
| 2019 | iHeartRadio Music Awards     | Best New Latin Artist          | Ele mesmo         | Venceu    |